# Koosharem, Utah
Koosharem, Utah (енгл. Koosharem) град је у америчкој савезној држави Јута.

## Демографија
По попису из 2010. године број становника је 327, што је 51 (18,5%) становника више него 2000. године.
| Група             | 2000.       | 2010.       |
| Белци             | 258 (93,5%) | 273 (83,5%) |
| Афроамериканци    | 0 (0,0%)    | 5 (1,5%)    |
| Азијати           | 3 (1,1%)    | 1 (0,3%)    |
| Хиспаноамериканци | 13 (4,7%)   | 33 (10,1%)  |
| Укупно            | 276         | 327         |